# Ислам в Бангладеш
Ислам является основной религией Бангладеш.
Абсолютное большинство жителей этой страны исповедуют ислам. Мусульманское население Бангладеш составляет около 150 миллионов человек, что делает его четвёртой по величине мусульманской страной в мире (после Индонезии, Пакистана и Индии). Согласно переписи 2011 года, около 90,4 % всего населения Бангладеш составляют мусульмане.